# Ta mej! Jag är din!
Ta mej! Jag är din! är en musikal som bygger på den tyska farsen Der kühne Schwimmer av Franz Arnold och Ernst Bach. Nils Poppe arbetade 1987 om farsen till musikal och gav den namnet Ta mej! Jag är din!.
Farsen hade tidigare blivit uppsatt (1978) på Fredriksdalsteatern i Helsingborg av Nils Poppe under namnet Hjälten från Öresund. Handlingen förlades till badorten Viken utanför Helsingborg.
Stefan & Krister har spelat stycket på Vallarnas friluftsteater i Falkenberg under namnet Bröstsim och gubbsjuka.
Sommaren 2008 gavs den på Fjäderholmarnas friluftsteater utanför Stockholm under titeln Fyra bröllop och ett bad.